# Vaganac
Vaganac falu Horvátországban Lika-Zengg megyében. Közigazgatásilag Gospićhoz tartozik.

## Fekvése
Gospićtól légvonalban 15 km-re közúton 18 km-re északnyugatra fekszik. Határának északi része erdővel benőtt karsztos, sziklás terület, déli részén szántóföldek vannak.

## Története
1527-ben a vidék több mint százötven évre török megszállás alá került. 1689-ben a terület felszabadult a török uralom alól és a szabaddá vált területre katolikus horvátok települtek. A falunak 1857-ben Aleksinica és Podastarana lakosságával együtt 1006, 1910-ben magának Vaganacnak 469 lakosa volt. A trianoni békeszerződés előtt Lika-Korbava vármegye Perušići járásához tartozott. Ezt követően előbb a Szerb-Horvát-Szlovén Királyság, majd Jugoszlávia része lett. 1991-ben a független Horvátország része lett. A falunak 2011-ben 30 lakosa volt.

## Lakosság
| Lakosság változása | Lakosság változása | Lakosság változása | Lakosság változása | Lakosság változása | Lakosság változása | Lakosság változása | Lakosság változása | Lakosság változása | Lakosság változása | Lakosság változása | Lakosság változása | Lakosság változása | Lakosság változása | Lakosság változása | Lakosság változása |
| ------------------ | ------------------ | ------------------ | ------------------ | ------------------ | ------------------ | ------------------ | ------------------ | ------------------ | ------------------ | ------------------ | ------------------ | ------------------ | ------------------ | ------------------ | ------------------ |
| 1857               | 1869               | 1880               | 1890               | 1900               | 1910               | 1921               | 1931               | 1948               | 1953               | 1961               | 1971               | 1981               | 1991               | 2001               | 2011               |
| 1.006              | 1.387              | 1.276              | 366                | 417                | 469                | 365                | 577                | 265                | 197                | 175                | 162                | 103                | 76                 | 52                 | 30                 |